# Peresznye
Peresznye je obec v župě Vas v Maďarsku. Žije zde 492 obyvatel.

## Geografie
Území obce sousedí s Rakouskem.

### Sousední obce
| Růžice kompasu | Frankenau-Unterpullendorf (Rakousko)  | Lutzmannsburg (Rakousko) | Répcevis | Růžice kompasu |
| Růžice kompasu | Mannersdorf an der Rabnitz (Rakousko) | Sever                    | Szakony  | Růžice kompasu |
| Růžice kompasu | Mannersdorf an der Rabnitz (Rakousko) | Peresznye                | Szakony  | Růžice kompasu |
| Růžice kompasu | Mannersdorf an der Rabnitz (Rakousko) | Jih                      | Szakony  | Růžice kompasu |
| Růžice kompasu | Ólmod                                 | Horvátzsidány Kiszsidány | Csepreg  | Růžice kompasu |